# مرکز توسعه فناوری و رسانه‌های دیجیتال
مرکز توسعه فناوری اطلاعات و رسانه های دیجیتال از حوزه های ستادی وزارت فرهنگ و ارشاد اسلامی است، که ثبت نرم افزار در حوزه رسانه های دیجیتال و ساماندهی وب سایت ها و پایگاه های اینترنتی بخشی از وظایف این مرکز است. 
مدیر فعلی مرکز آقای دکتر موسویان می باشد.